# Sběr dat
Sběr dat za účelem výzkumu trhu. Specialisté v oboru výzkumu trhu mohou sběr dat provádět různými způsoby. Nástroje ke sběru dat jsou: Dotazník, individuální rozhovor, focus group neboli také průzkum zaměřený na cílovou skupinu a pozorování.
Metody sběru dat: Kvalitativní, Kvantitativní, Skupinové diskuze, Individuální hloubkové rozhovory, Kvalita online, CAPI/PAPI, CATI, Online panel, Desk research. CAWI Reppublika
Sběr dat je také označením pro moderní ukládaní informací, především za pomoci identifikačních prostředků, jakými jsou například čtečky čárového kódu, terminály, snímače apod.
Nejčastěji jsou tyto přístroje používány ve sféře obchodu, uplatnění však naleznou spíše ve skladech, kde pomáhají k identifikaci zboží.
Ačkoli si mnozí z nás pod sběrem dat představí čtení čárového kódu, dnes již se technologie natolik zmodernizovaly, že již není třeba přímého kontaktu s terminálem. Existují také čtečky tzv. RFID čipů. Tyto přenašeče informací mohou dosahovat velikost menší než desetihaléř a přesto obsahovat všechny potřebné informace. Čtečky RFID čipů jsou schopny jeho přítomnost zaznamenat i ze vzdálenosti několika metrů a uložit data do své paměti.